# Kurt Weißenborn
Kurt Weißenborn (Lebensdaten unbekannt) war ein deutscher Fußballspieler.

## Karriere

### Vereine
Weißenborn gehörte als Mittelfeldspieler dem SV Fortuna Leipzig 02 an, für den er in den vom Verband Mitteldeutscher Ballspiel-Vereine ausgetragenen Meisterschaften im Kreis (von 1919 bis 1923 Gau) Nordwestsachsen von 1915 bis 1926 Punktspiele bestritt und insgesamt vier zweite und fünf dritte Plätze, am Saisonende 1919/20 als Vierter die schlechteste und am Saisonende 1925/26 als Erster die bestes Platzierung, mit seiner Mannschaft erzielte.
Als Zweitplatzierter der Saison 1924/25 nahm er an der Runde der Zweiten teil. Nach dem am 22. März 1925 beim SV Konkordia 05 Plauen mit 4:3 gewonnenen Viertelfinale, folgte am 10. April 1925 die 0:2-Niederlage gegen den SC Erfurt 1895 im Halbfinale.
Als Meister Gau Nordwestsachsen 1926 bezwang seine Mannschaft in der Endrunde um die Mitteldeutsche Meisterschaft am 7. März 1926 den VfL 1911 Bitterfeld mit 4:0 in der 1. Runde sowie am 14. März 1926 den Chemnitzer BC mit 3:0 in der 2. Runde. Nachdem am 21. März und 11. April 1926 der Riesaer SV mit 4:3 und der SC 06 Oberlind mit 9:1 besiegt werden konnten, traf seine Mannschaft im Finale auf den Dresdner SC, gegen den am 25. April 1926 mit 0:3 verloren wurde.
Das ausstehende Entscheidungsspiel um den zweiten Teilnehmer an der Endrunde um die Deutsche Meisterschaft gewann seine Mannschaft am 1. Mai 1926 gegen den Sieger der Runde der Zweiten, den FC Preussen Chemnitz, mit 8:0. Er debütierte am 16. Mai 1926 im Wackerstadion Debrahof, der Spielstätte des SC Wacker 1895 Leipzig, beim 2:0-Sieg über den FC Bayern München. In seinem letzten Endrundenspiel unterlag er mit seiner Mannschaft im Hamburger Stadion Hoheluft gegen den Hamburger SV mit 2:6.

### Auswahlmannschaft
Als Spieler der Auswahlmannschaft des Verbandes Mitteldeutscher Ballspiel-Vereine kam er im Wettbewerb um den Bundespokal in dem am 20. März 1921 angesetzten Finale im Sportpark Connewitz, der Spielstätte des FC Sportfreunde Leipzig zum Einsatz. Die Begegnung mit der Auswahlmannschaft des Westdeutschen Spiel-Verbandes wurde vor 15.000 Zuschauern mit 4:0 gewonnen.

## Erfolge
- Zweiter der Mitteldeutschen Meisterschaft 1926
- Meister Gau Nordwestsachsen 1926
- Bundespokal-Sieger 1921